# David Moscow
David Raphael Moscow (14 de noviembre de 1974) es un actor estadounidense. Su papel más importante fue el del joven Josh Baskin en la película de 1988 Big, en que su personaje era transformado mágicamente en un adulto interpretado por Tom Hanks.

## Vida y carrera
Moscow nació en Nueva York, hijo de Pat y John Moscow. En 1988, interpretó al joven Josh Baskin en Big, y consiguió el papel de David Jacobs en Newsies en 1992. Es amigo de Max Casella y Luke Edwards de la última película.
Moscow asistió a la Universidad Hampshire en Amherst, Massachusetts en 1990, y estuvo comprometido con la actriz Kerry Washington desde octubre de 2004 hasta marzo de 2007. En 2007, la revista Time Out New York, informó la participación de Moscow en las viviendas sostenibles y económicas de Harlem.
Su hermano menor, Lev -que fue un extra en Newsies- es un profesor de Historia en la Escuela The Beacon en Nueva York.

## Filmografía
- The Wizard of Loneliness (1988) — Jimmy Wiggen
- Big (1988) — Joven Josh
- Newsies (1992) — David Jacobs
- White Wolves: A Cry in the Wild II (1993) - Adam
- River Red (1998) — Tom Holden
- Hurricane Streets (1998) — Shane
- Girl (1998) — Greg
- Side Streets (1999) — Bellboy
- Restaurant (1998) — Reggae
- Zoe, Duncan, Jack & Jane (1999) (television series) — Duncan Milch
- Loving Jezebel (2000) — Gabe Parks
- Riding in Cars with Boys (2001) — Lizard
- Just Married (2003) — Kyle
- Honey (2003) — Michael Ellis
- Nearing Grace (2005) — Blair Nearing
- David & Layla (2007) — David Fine
- Dead Air (2008) — Gil
- The Promotion (2008) - Painter
- Vacancy 2: The First Cut (2009) — Gordon